# Вернер Вінклер
Вернер Вінклер (нім. Werner Winkler; 14 травня 1917, Вільгельмсгафен — 6 травня 1943, Атлантичний океан) — німецький офіцер-підводник, оберлейтенант-цур-зее крігсмаріне.

## Біографія
3 квітня 1936 року вступив на флот. З квітня 1938 року — дивізійний і спортивний офіцер на важкому крейсері «Адмірал Шеер». В червні-листопаді 1941 року пройшов курс підводника. З грудня 1941 року — 1-й вахтовий офіцер на підводному човні U-569. В травні-червні 1942 року пройшов курс командира човна. З 9 липня 1942 року — командир U-630. 18 березня 1943 року вийшов у свій перший і останній похід. 6 травня U-630 був потоплений в Північній Атлантиці північно-східніше Ньюфаундленда (52°31′ пн. ш. 44°50′ зх. д.) глибинними бомбами британського есмінця «Відетт». Всі 47 членів екіпажу загинули.
Всього за час бойових дій потопив 2 кораблі загальною водотоннажністю 14 894 тонни.
| Дата          | Назва корабля | Тип               | Тоннаж | Вантаж | Екіпаж | Загинули | Країна             | Convoy |
| ------------- | ------------- | ----------------- | ------ | --- | ------ | -------- | ------------------ | ------ |
| 5 квітня 1943 | Shillong      | Торговий теплохід | 5,529  | 4000 тонн цинкових концентратів і 3000 тонн зерна та генеральних вантажів                                         | 78     | 71       | Британська імперія | HX-231 |
| 5 квітня 1943 | Waroonga      | Торговий пароплав | 9,365  | 5000 тонн вершкового масла, 1500 тонн свинцю, 1000 тонн м'ясних консервів, 1000 тонн яловичини і 218 мішків пошти | 132    | 19       | Британська імперія | HX-231 |

## Звання
- Кандидат в офіцери (3 квітня 1936)
- Морський кадет (10 вересня 1936)
- Фенріх-цур-зее (1 травня 1937)
- Оберфенріх-цур-зее (1 липня 1938)
- Лейтенант-цур-зее (1 жовтня 1938)
- Оберлейтенант-цур-зее (1 квітня 1941)